# Teoría de la presión lateral

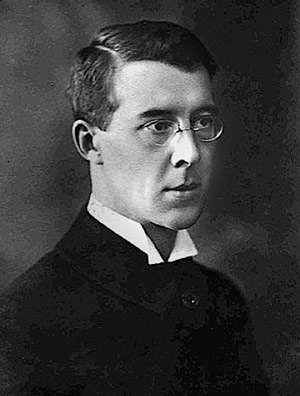
Pitirim Sorokin Питирим Сорокин

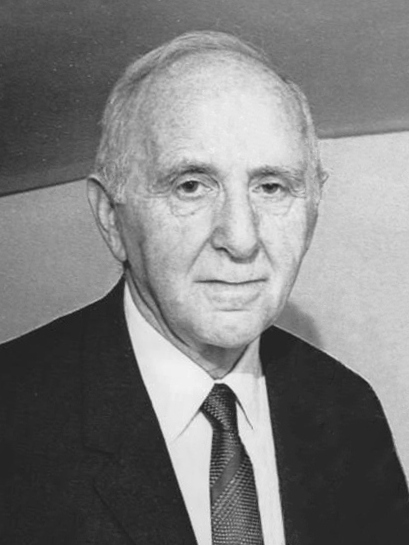
Simon Kuznets. 1971

La "presión lateral" se refiere a cualquier tendencia (o propensión) de los individuos y las sociedades a expandir sus actividades y ejercer influencia y control más allá de sus límites establecidos, ya sea con fines económicos, políticos, militares, científicos, religiosos u otros (Choucri y North, 1972; 1975; Ashley, 1980; Choucri y North, 1989; North, 1990; Choucri, North y Yamakage, 1992; Lofdahl, 2000). Enunciada por Robert C. North y Nazli Choucri, la teoría aborda las fuentes y las consecuencias de tal tendencia. 

## Planteamiento esencial

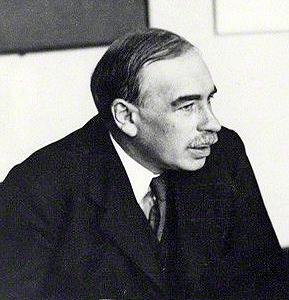
Keynes. 1933

La presión lateral es un concepto relativamente neutral similar a lo que Pitirim Sorokin (1957: 565) llamó expansión económica y a la que Simon Kuznets (1966, 334-348) se refirió más ampliamente como expansión externa. La fuerza de la presión lateral de un país generalmente se correlaciona positivamente con su "poder" como se entiende convencionalmente. La teoría de la presión lateral se basa en el nivel de análisis de las relaciones internacionales (Boulding 1956; Waltz 1979) en gran medida como un marco inicial y extiende esta perspectiva tradicional de maneras específicas. 
La teoría de la presión lateral busca explicar las relaciones entre el crecimiento interno y el comportamiento internacional. La lógica causal va desde las variables maestras que dan forma a los perfiles de los estados, a través de los efectos intervinientes de las demandas socialmente agregadas y articuladas y las capacidades institucionales y los modos de comportamiento externo diseñados para satisfacer las demandas dadas las capacidades disponibles (Choucri y Norte, 1989).  
En la medida en que los estados extiendan su comportamiento fuera de los límites territoriales, impulsados por una amplia gama de capacidades y motivaciones, es probable que se encuentren con otros estados igualmente comprometidos. La intersección entre las esferas de influencia es pues el primer paso de la dinámica que conduce al conflicto y la violencia. Los desarrollos posteriores dependen de las intenciones, capacidades y actividades de los actores. Enmarcada así, la teoría aborda las fuentes y las consecuencias de la transformación y el cambio en las relaciones internacionales. 
Choucri y North (1972; 1975) formularon la primera fase de la teoría de la presión lateral en términos cualitativos y cuantitativos. Señalaron que, en general, la fuerza de la presión lateral de un país se correlaciona positivamente con sus capacidades y "poder" (un concepto que se usa casi universalmente pero se define con dificultad). La teoría de la presión lateral proporciona una visión más detallada y matizada de las fuentes de poder, los tipos de negociaciones, manifestaciones y los comportamientos que se pueden inferir. Presenta propuestas específicas de por qué ciertos tipos de comportamientos o actividades internacionales parecen ser más frecuentes en algunos países que en otros. Para encontrar revisiones críticas de la teoría de la presión lateral, se pueden ver, por ejemplo, Levy 2005; y Schweller y Pollins, 1999). 
Enmarcada en términos multidisciplinarios, y basándose en los conocimientos y la evidencia de las ciencias sociales (especialmente de las ciencias naturales), la teoría y su desarrollo a lo largo del tiempo en su conjunto pueden entenderse en términos de sus elementos básicos específicos, de la siguiente manera: 

## Sistema de interacción
En su origen, la teoría asume que toda actividad humana tiene lugar en dos sistemas estrechamente acoplados, el entorno natural y el dominio social, una suposición que se mantiene en todos los niveles. Si bien la lógica de la teoría de la presión lateral defiende su articulación o codependencia (incluso coevolución), solo los sistemas sociales se caracterizan por sistemas de decisión totalmente articulados como los conocemos. Mientras que los humanos toman decisiones que tienen un impacto en las actividades que sostienen la vida, directa o indirectamente, los efectos de retroalimentación están sujetos a los mecanismos de decisión de la naturaleza. Los desarrollos recientes se centran en las implicaciones de un tercer sistema de interacción generalizado, a saber, el sistema cibernético también conocido como ciberespacio con Internet en su núcleo (Choucri 2012). 

## Papel del individuo

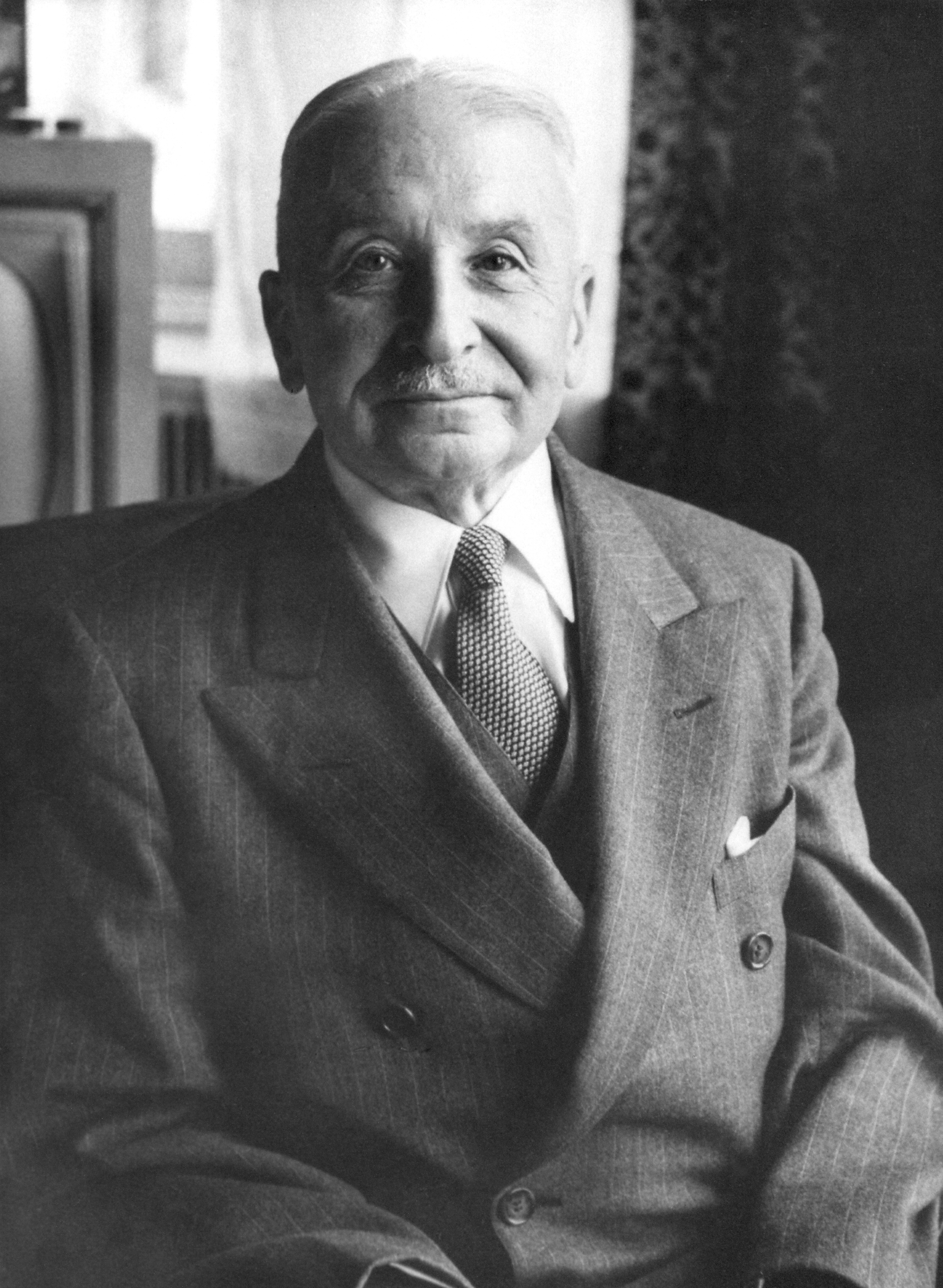
Ludwig von Mises

En consecuencia, la teoría adopta una visión explícitamente holística y supone que el individuo está integrado en los sistemas sociales y naturales, y cada vez más en el sistema cibernético. En el centro de todos los órdenes sociales se encuentran las actividades centrales realizadas por los individuos en sus esfuerzos por satisfacer sus necesidades y demandas agregadas a nivel de la sociedad, el estado y la economía. Las necesidades y los deseos individuales más fundamentales son impulsados por la búsqueda de la seguridad y la supervivencia. 
Esta visión del individuo difiere del concepto de primera Imagen en los niveles tradicionales de análisis en las relaciones internacionales enmarcados, por ejemplo, por Waltz (1954). Primero, el individuo es un agente de procesamiento de información y una entidad que usa energía. En segundo lugar, dado que la teoría está anclada en el supuesto de que el homo individualis —en contraste con el homo economicus y el homo politicus— situado en un entorno social y natural global, también está en desacuerdo con la visión convencional del hombre económico, el individuo aislado en un mercado impersonal, en un momento determinado.  
Además, si bien tanto el mercado como la política se entienden bien con respecto a las propiedades y los modos de comportamiento, la visión tradicional proporciona una visión exclusivamente social del hombre. Incrustado en los entornos sociales y naturales interactivos, el homo individualis puede ser un hombre económico, social o político, o como lo han señalado otros más adelante uno u otro, dependiendo del rol y el contexto en cualquier momento. 

## Demandas y capacidades
La teoría de la presión lateral supone que cada estadística es un indicador de, y consecuencia de, una decisión discreta de un ser humano individual gobernado por sus preferencias. Por necesidad, los individuos hacen demandas en sus entornos sociales y naturales. Cuanto mayor es el tamaño de la comunidad, mayores son las demandas, deseos y necesidades.  
El crecimiento de la población, por ejemplo, es el resultado de una gran cantidad de decisiones privadas discretas (debido a la volición o la coerción) sobre las cuales los formuladores de políticas o los gobiernos nacionales probablemente no tendrán un control efectivo directo. A este respecto, si hay algún determinismo en esta lógica, es uno impulsado por una decisión individual. Los indicadores de tecnología, como los de la población, también son resultados observados de una serie de decisiones ampliamente dispersas por parte de actores individuales como desarrolladores, inventores, científicos, inversores, fabricantes, etc. Lo mismo vale para el acceso a recursos y usos. Del mismo modo, los usos de los recursos comienzan con la satisfacción de las necesidades y demandas individuales. 
Las estadísticas implican descripciones y generalizaciones sobre los rasgos característicos de los agregados. La teoría sostiene que la transición conceptual del individuo a la entidad social más amplia depende del tipo de sociedad y de las demandas y capacidades sociales. 
Una demanda es una determinación que deriva de una necesidad, deseo o deseo percibido (o sentido) con el propósito de reducir o cerrar la brecha entre una percepción, una situación observada (lo que es) y una preferencia o valor (lo que debería ser). En general, las demandas básicas son de acceso a recursos, mejores condiciones de vida, salud física y seguridad, todo lo cual los economistas generalmente consideran bajo la rúbrica de utilidad.  
Mientras los economistas consideran la demanda como "capacidad de compra", la teoría de la presión lateral no hace tal suposición. Para satisfacer las demandas, y para cerrar la brecha entre lo que es y lo que debería ser, y posiblemente acercarse o establecer una condición preferida, los individuos y las sociedades deben poseer las capacidades requeridas. 
Las capacidades consisten en el conjunto de atributos que permiten actuar y permiten que individuos, grupos, sistemas políticos y sociedades enteras participen en actividades para gestionar sus demandas. Dado que en sus capacidades y sus efectos ambientales los estados también varían, también lo harán las presiones concomitantes sobre la integridad de los sistemas sociales. 

## Variables maestras
Para propósitos de análisis, la teoría asume que los impulsores críticos de la actividad social, en todos los contextos y en todos los niveles de desarrollo, se pueden rastrear en tres variables maestras interactivas: población, recursos y tecnología. Cada una de estas variables se puede desagregar en una serie de subfactores o variables, dependiendo de los temas o del interés del analista. Lo mismo puede decirse de los recursos y la tecnología.   
- La población implica cambios en el tamaño, la distribución y la composición de las personas.
- La tecnología se refiere a todas las aplicaciones de conocimiento y habilidades en términos mecánicos (equipos, maquinaria, etc.) así como en términos organizacionales (institucionales). Este concepto de tecnología abarca dimensiones blandas y duras, y a menudo la primera es tan importante como la segunda.
- Los recursos se definen convencionalmente a aquello que tiene valor para todos los elementos críticos para la existencia humana (como el agua, el aire, etc.), y proporciona una perspectiva sobre el concepto de recursos íntimamente conectados a los requisitos necesarios para la supervivencia básica.

Obviamente, cada una de las variables maestras no es un factor singular sino un grupo de construcciones (e indicadores o subvariables concomitantes). 
Las variables maestras son fundamentos "básicos" del orden social. 

## Perfiles estatales
La teoría de la presión lateral implica que los estados pueden caracterizarse por diferentes combinaciones de las variables maestras de población, recursos y tecnología y que diferentes combinaciones producen diferentes perfiles de estado y diferentes impactos en el medio ambiente natural.  
La teoría asume que las interacciones entre estas variables dentro de los estados afectan las distribuciones de poder y las relaciones entre los estados. Los diferentes perfiles estatales, caracterizados por diferentes relaciones población / recursos / tecnología, manifiestan diferentes propensiones a ciertos comportamientos externos (Choucri y North 1990; 1995; North, 1990; Wickboldt y Choucri 2006). Además, el perfil estatal es un buen predictor de los indicadores de poder por un lado y los efectos ambientales concomitantes por el otro (Choucri y North 1993).   

## Gobernanza
En términos de presión lateral, el problema genérico de gobernanza puede definirse como el de equilibrar las demandas del sistema con el despliegue de las capacidades disponibles o las capacidades institucionales. La teoría argumenta que los mecanismos de gobernanza y las instituciones del estado soberano protegen las propiedades que sostienen el sistema que manejan las interacciones entre los elementos y entidades de la sociedad de las inestabilidades potenciales debidas a condicionantes que amenazan el sistema. 
El dilema de la gobernanza, en este caso, como en todos los demás, es que los esfuerzos para satisfacer la demanda, o para expandir la capacidad con el fin de satisfacer las demandas, a menudo crean consecuencias no deseadas que pueden socavar la posición del gobierno. Por lo tanto, la gestión de las demandas y capacidades constituye el proceso de intervención que relaciona los perfiles del estado y sus características con las propensiones del mismo en el comportamiento externo. 

## Relaciones Internacionales

Gastos militares en 2019 (miles de millones de dólares estadounidenses) según SIPRI

En la medida en que los estados extienden su comportamiento fuera de los límites territoriales, es probable que se encuentren con otros estados igualmente comprometidos. Por definición, las relaciones internacionales consisten en interacciones entre entidades soberanas, organizaciones intergubernamentales, entidades no estatales, como empresas, organizaciones no gubernamentales, etc. Como resultado, el estado soberano está integrado en una amplia gama de redes, formales e informales. En síntesis, la competencia por el poder y la influencia es una característica común de la política entre las naciones. 
La teoría argumenta, y la evidencia empírica muestra que las intersecciones entre las esferas de influencias, cuando un estado busca expandir el control sobre los ámbitos de influencia de otro estado, inevitablemente alimentan las hostilidades subyacentes y refuerzan una dinámica emergente de competencia militar que históricamente ha liderado el conocido fenómeno de la carrera armamentista.  
Aquí la teoría se basa en cuatro conceptos importantes en la teoría de las relaciones internacionales ampliamente definidos. Estos son la espiral del conflicto (Holsti 1972); y la dinámica de la carrera armamentista (iniciada por Richardson 1960a) y el dilema de seguridad (especialmente Herz 1950, Jervis 1997). 
El cuarto concepto es menos comprendido pero igualmente importante es la paradoja de la paz (Choucri en colaboración con North 1975), a saber, las iniciativas de uno de los adversarios para reducir las hostilidades y reducir la violencia que el otro podría considerar como un signo de debilidad y, por lo tanto, una oportunidad para tomar la ofensiva y hacer movimientos sorpresa para obtener ventaja. 
Menos desarrolladas en la teoría de la presión lateral son las dinámicas de la cooperación internacional que se basan en conceptos de multilateralismo, como una forma de comportamientos coordinados entre los estados, diseñados para reducir el desorden y la anarquía en el sistema internacional. Dicho de otra manera, como acción coordinada entre los estados soberanos, el multilateralismo surgió como un medio para proteger los intereses y actividades de los estados en el sistema internacional, en su búsqueda de la riqueza y el poder (Gilpin 1987). 

## El sistema global
La teoría de la presión lateral amplía los niveles tradicionales de análisis al plantear el sistema global como un concepto que abarca sus características constitutivas (el individuo, el estado y el sistema internacional) incrustados en sus entornos sociales y naturales. La teoría también ve a la globalización en términos generales, como transformaciones fundamentales en las estructuras y procesos económicos y sociales en todo el mundo puestos en marcha por los movimientos a gran escala de personas, recursos y tecnologías a través de las fronteras.  
Estos movimientos influyen en la naturaleza de las sociedades y economías nacionales y, bajo ciertas circunstancias, incluso pueden alterarlos de manera fundamental. Inevitablemente, también dan forma y remodelan los intercambios e interacciones internacionales. En la medida en que estos procesos son lo suficientemente generalizados y por tanto exigen cambios en las políticas dominantes, es razonable argumentar que la esencia de la globalización radica en forjar espacios de políticas comunes. 

## Naciones en Conflicto
Naciones en conflicto fue un libro de análisis comparativo y cuantitativo de las principales potencias en la política mundial durante las cuatro décadas anteriores a la Primera Guerra Mundial (Choucri y North 1975). Incluye un conjunto de modelos y simulaciones que arrojaron las conexiones empíricas entre las variables maestras y el comportamiento de los estados.   
Choucri y North (1975) desarrollaron un modelo de simulación econométrica de seis potencias principales en el lapso de los 45 años que condujeron a la Primera Guerra Mundial. En cada caso encontraron la conexión causal entre las variables maestras y el comportamiento internacional de cada estado. El poder tradicionalmente dominante durante este período, Gran Bretaña, vio cualquier crecimiento significativo en otros poderes como una fuente de amenaza y estas percepciones se tradujeron en políticas específicas destinadas a mantener una ventaja sobre los otros poderes, especialmente de una Alemania en rápido crecimiento y recién unificada. 

## La economía política de la guerra y la paz
Este libro examina la dinámica del conflicto en las relaciones interestatales entre las potencias en competencia generadas por las diferencias en el crecimiento de la población, el acceso a los recursos y los niveles de tecnología (Ashley 1980). Se centra en tres grandes potencias durante las décadas posteriores a la Segunda Guerra Mundial, Estados Unidos, la Unión Soviética y China y demuestra las estrechas interconexiones entre el crecimiento nacional, la rivalidad bilateral y el equilibrio de poder multilateral. El estudio señala cómo la dinámica de la inseguridad y los procesos antagónicos contribuyen a la globalización de la competencia militar que, a su vez, crea serios impedimentos para la gestión colectiva de muchas dimensiones del crecimiento mismo.  
A pesar de los cambios en la política mundial desde 1914, y la dinámica modelada en Naciones en Conflicto, algunas características fundamentales de la presión lateral conservan una poderosa resonancia durante el período de guerra fría posterior a la Segunda Guerra Mundial. Luego, esta observación general es seguida por un cuidadoso desarrollo del modelo, fundamentación empírica y estimación de parámetros, así como la simulación del análisis de sensibilidad. El enfoque en este caso es la problemática general de seguridad a nivel mundial. 
Por otro lado a pesar del fin del comunismo y la disolución de la Unión Soviética, el análisis y los resultados arrojan luz importante sobre los desafíos emergentes para la seguridad global y nacional en el siglo XXI. El dominio de los Estados Unidos en la política mundial hace poco para amortiguar las percepciones de amenaza debidas al crecimiento de China o a las intenciones competitivas de Rusia dadas sus capacidades existentes. 

## El caso de Japón
La segunda fase del modelado de la teoría de la presión lateral se ilustra mediante un análisis detallado del caso de Japón durante más de cien años (Choucri, North y Yamakage 1992). Centrándose en el crecimiento, el desarrollo, la competencia, la guerra y la reconstrucción, Japón ilustra las formas en que un estado ha buscado manejar sus limitaciones de recursos, adoptar políticas internas y externas para satisfacer sus demandas centrales, y encontrarse involucrado en la competencia y el conflicto que consideraba esencial para su supervivencia.  
El concepto de perfil estatal, introducido en un estudio anterior (Choucri y North 1989), se puso en práctica y se puso a prueba en el caso de Japón a lo largo de tres períodos históricos, antes de la Primera Guerra Mundial, durante las décadas de entreguerras y después de la Segunda Guerra Mundial. 
El caso de Japón indica cómo el perfil de un país puede cambiar con el tiempo y cómo estos cambios están asociados con diferentes patrones de comportamiento internacional. Cada período demostró diferentes características estructurales y vías alternativas para ajustes a las restricciones internas y externas. Al examinar el caso de Japón desde la Restauración Meiji, durante la Primera Guerra Mundial y la Segunda Guerra Mundial, y principios de la década de 1980, quedó claro que el perfil de Japón seguía demostrando poderosas escaseces de recursos y, por lo tanto, la continua dependencia del comercio exterior.  
La demanda de importaciones solo podía satisfacerse mediante la oferta de exportaciones, formando así un círculo vicioso de dependencia de los recursos externos. Japón quedó atrapado entre la pared (niveles de recursos invariables) y la espada (limitaciones externas en el acceso a los recursos). En las décadas anteriores a los principales conflictos internacionales, Japón fomentó su eventual perfil de tecnología dominante lo que le permitió participar en una amplia gama de actividades expansionistas para reducir sus limitaciones de recursos. 

## Análisis comparativo de 20 países
Otro campo abordado por la teoría de la presión lateral se basa en el modelado exploratorio dinámico del sistema desde la década de 1970. Los primeros modelos de dinámica del sistema de presión lateral como en Choucri, Laird y Meadows (1972) abordaron las interconexiones entre las variables maestras que crean fuentes internas de conflicto externo. Ampliando este trabajo, Choucri y Bousfield (1978) desarrollaron un modelo de la economía global focalizado en las variables maestras, y luego localizaron las fuentes de presión lateral y las propensiones hacia diferentes modos de comportamiento externo. 
Más tarde, en un análisis comparativo de 20 países (industriales y en desarrollo), Wils, Kamiya y Choucri (1998) ampliaron el análisis de las fuentes internas de conflicto internacional y examinaron la naturaleza de los efectos de retroalimentación, es decir, cómo el conflicto internacional a su vez influye e incluso altera las variables maestras de cada estado y cambia las fuentes de conflicto, así como las propensiones a modos particulares de comportamiento externo.  
Posteriormente, Lofdahl (2002) modeló la relación entre las dinámicas internas de crecimiento y desarrollo enraizadas en las variables maestras, por un lado, y las propensiones hacia patrones particulares de comercio internacional y sus impactos ambientales, por el otro. 

## Valoración del cambio de las variables maestras
Otro aspecto importante de los estudios de la teoría de la presión lateral se centra en la medición del cambio en las variables maestras y las implicaciones para las relaciones internacionales (Wickbolt y Choucri 2006). El uso de la lógica difusa permitió investigar de manera más sistemática y precisa la distribución de los estados en todo el sistema internacional. Este podría ser un paso importante para anticipar el comportamiento propenso a los conflictos.  
También en esta fase hay algunos esfuerzos incipientes para conceptualizar el comportamiento del estado en el ciberespacio y, por lo tanto, desarrollar métricas para explorar las propensiones a los comportamientos agresivos en el ciberespacio. Claramente, no se puede suponer una comparación exacta entre comportamientos en dominios "reales y virtuales". Se requieren considerables investigaciones exploratorias. 
Todas estas iniciativas son informativas por derecho propio. Cada una proporciona importantes percepciones y pruebas sobre los procesos que conducen a dinámicas que amenazan el sistema internacional de relaciones y, en algunos casos, a conflictos abiertos, a la violencia y la guerra. 